# Tataháza
Tataháza je vas na Madžarskem, ki upravno spada pod podregijo Bácsalmási Županije Bács-Kiskun.